# هاونتال
هاونتال (به آلمانی: Haunetal) یک شهر در آلمان است که در هرسفلد-رتنبورگ واقع شده‌است. هاونتال ۳٬۱۸۲ نفر جمعیت دارد.